# Stygia mosulensis
Stygia mosulensis is een vlinder uit de familie houtboorders (Cossidae). De wetenschappelijke naam is voor het eerst geldig gepubliceerd in 1965 door Daniel.
De soort komt voor in Europa.